# Condado de Metcalfe
El condado de Metcalfe (en inglés: Metcalfe County), fundado en 1860, es uno de 120 condados del estado estadounidense de Kentucky. En el año 2000, el condado tenía una población de 10,037 habitantes y una densidad poblacional de 13 personas por km². La sede del condado es Edmonton.

## Geografía
Según la Oficina del Censo, el condado tiene un área total de 754 km² (291,1 mi²), de la cual 754 km² (291,1 mi²) es tierra y 3 km² (1,2 mi²) (0.39%) es agua.

### Condados adyacentes
- Condado de Hart (noroeste)
- Condado de Green (noreste)
- Condado de Adair (este)
- Condado de Cumberland (sureste)
- Condado de Monroe (sur)
- Condado de Barren (oeste)

## Demografía
Según la Oficina del Censo en 2000, los ingresos medios por hogar en el condado eran de $23,540, y los ingresos medios por familia eran $29,178. Los hombres tenían unos ingresos medios de $22,430 frente a los $13,236 para las mujeres. La renta per cápita para el condado era de $13,236. Alrededor del 23.60% de la población estaban por debajo del umbral de pobreza.

## Localidades
- Edmonton
- Summer Shade
- Randolph
- Center
- Knob Lick